# Бильсхаузен
Бильсхаузен (нем. Bilshausen) — община в Германии, в земле Нижняя Саксония.
Входит в состав района Гёттинген. Подчиняется управлению Гибольдехаузен. Население составляет 2355 человек (на 31 декабря 2010 года). Занимает площадь 8,49 км².
| Год  | Население |
| ---- | --------- |
| 1990 | 2405      |
| 1995 | 2444      |
| 2000 | 2440      |
| 2005 | 2443      |
| 2010 | 2392      |